# Columna Lactaria
La columna lactaria era una columna situada en el Forum Holitorium, o mercado de productos. El gramático romano Festo dice que se llamaba así "porque llevaban bebés allí para alimentarlos con leche". Parece referirse a la actividad de alguna organización benéfica donde los padres pobres podían obtener leche para sus bebés, o un sitio central para ubicar y contratar nodrizas. La Columna Lactaria estaba ubicada cerca del Templo de la Pietas, que exhibía una pintura sobre la Caritas Romana ("Caridad romana"), sobre una mujer que da leche materna a un padre anciano.
Se cree que las madres llevaban a ella sus hijos por un principio de superstición. Algunas por indigencia o inhumanidad les dejaban expuestos en el pedestal de la misma en el cual había una especie de cuartito. Juvenal dice que las mujeres de consideración y posibilidades iban muy a menudo a tomar alguna de aquellas infelices criaturas para hacerlas criar en su casa y las de quien nadie se encargaba eran mantenidas a expensas del público.
La columna probablemente fue destruida por la construcción del Teatro de Marcelo, a partir de los años 40 a. C. Uno de los barrios arrasados para la construcción del teatro fue el Vicus Sobrius, donde los vecinos ofrecían libaciones de leche a un dios púnico romanizado como Mercurius Sobrius. Esta comunidad pudo haber mantenido la Columna Lactaria;  A principios del siglo XX, la piazza Montanara adyacente al teatro siguió siendo un lugar donde se podía contratar nodrizas.